# Hamid Bel Abbés
Hamid Bel Abbés, né le 16 juillet 1942  à Tiaret  en Algérie, est un footballeur algérien.

## Biographie
Hamid Bel Abbés a joué 2 matchs en ligue 1 et a participé à la saison 1966-1967 du Stade de Paris FC,.